# Sala do Fogo no Borgo
A Sala do Fogo no Borgo é um dos ambientes das chamadas Salas de Rafael dos Museus do Vaticano. Foi a terceira decorada por Rafael Sanzio e seus assistentes, entre 1514 e julho de 1517. É a última sala em que Rafael trabalhou pessoalmente. A abóbada, no entanto, foi pintada com afrescos por Perugino entre 1507 e 1508, para o Papa Júlio II.

## História
O Papa Leão X, chegando ao poder em 1513, inspirou-se talvez num dos últimos frescos da Sala de Heliodoro, o do O Encontro de Leão Magno com Átila, para desenvolver um programa louvável, ligado às figuras dos pontífices de mesmo nome que o precederam, particularmente o Papa Leão III e o Papa Leão IV. Em cada um dos episódios, tal como havia solicitado no episódio da sala anterior, o papa teve seu retrato inserido nas efígies dos pontífices protagonistas.
Uma carta de 1514, enviada por Sanzio a Baldassare Castiglione, parece aludir a um importante papel deste último na elaboração dos assuntos, em grande parte derivado do Liber Pontificalis.
Durante a decoração, foram mantidos os afrescos da abóbada pintados por Perugino na época de Júlio II, entre 1507 e 1508: obras da fase de declínio do artista, pouco apreciadas pelo próprio Papa Júlio, foram mantidas na decoração talvez pelo afeto de Sanzio pelo antigo mestre, como escreveu Vasari, e não por pressa (como hipotetizou Cavalcaselle) ou pela escassez de decoradores disponíveis na oficina.
Nesta sala há uma presença cada vez mais difundida de ajudas, como em todas as obras dos últimos anos de Rafael, e aqui e ali, nas histórias, alguma deterioração no tom, o que fez com que muitas das críticas falassem sobre uma "decadência" ou uma "crise de imaginação" no artista de trinta e poucos anos, por um lado engajado numa comparação cada vez mais estéril com Michelangelo, por outro acostumado a terceirizar a maior parte da realização de seus projetos para seus assistentes que ele supervisionou.
Na realidade, estudos mais aprofundados destacaram a frenética atividade rafaelense daqueles anos, sublinhando o florescimento ininterrupto de ideias e soluções altamente inovadoras, a ponto de deixarem necessariamente para trás as possibilidades de execução direta de tão grande número de iniciativas. Além disso, é indiscutível que no trabalho dos alunos algo da ideia original é inevitavelmente traído, sem com isso diminuir o valor da ideia inicial.
O certo é que, porém, a partir de 1514, os frescos deixaram o interesse mais central de Sanzio, empenhando-se na reflexão no retábulo, nas tapeçarias da Capela Sistina e sobretudo na arquitetura, depois de ter ocupado o lugar de Bramante na direção das obras da Basílica do Vaticano e no Palácio Apostólico. Naqueles anos também se dedicou intensamente aos estudos dos monumentos da Roma Antiga, planejando a criação de um grandioso mapa da cidade imperial.
Durante a República Romana estabelecida pelos jacobinos e posteriormente no período napoleónico, os franceses desenvolveram alguns planos para destacar os frescos e torná-los portáteis. Na verdade, foi expresso o desejo de retirar os afrescos de Rafael das paredes das Salas do Vaticano e enviá-los para a França, entre os objetos enviados ao Museu Napoleão da pilhagem napoleônica, mas o plano nunca foi concretizado devido a dificuldades técnicas, comprovado pelas tentativas fracassadas e desastrosas dos franceses na Igreja de São Luís dos Franceses (Roma).

## Descrição
A Sala do Fogo de Borgo (aproximadamente 660x750 cm em planta) está localizada entre a Stanza della Segnatura e a Torre Bórgia na esquina do complexo.
São quatro os afrescos nas paredes:
1. O Fogo no Borgo (1514)
2. Batalha de Ostia (1514-1515)
3. A Coroação de Carlos Magno (1516-1517)
4. O Juramento de Leão III (1517)

## Abóbada

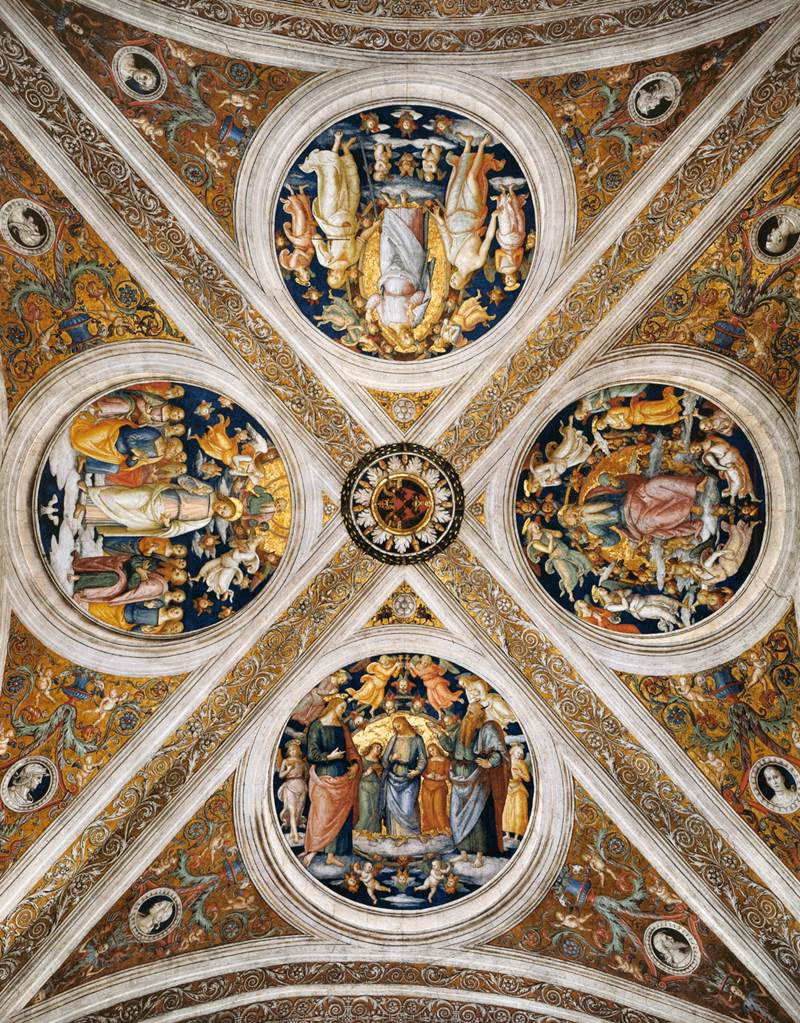
Perugino, abóbada da Sala do Fogo no Borgo

A abóbada foi pintada por Perugino com temas ligados à Santíssima Trindade: entre ricos grotescos sobre fundo dourado estão, do leste, as cenas do Pai entronizado entre anjos e querubins, Cristo entre a Misericórdia e a Justiça, a Trindade entre os apóstolos e Cristo como Sol Iustitiae e Cristo tentado pelo diabo. Prevalece um sentido decorativo, baseado em simetrias e num certo horror vacui, com todos os espaços preenchidos por anjos, querubins e serafins. As cores suaves destacam-se em delicados tons pastéis contra o azul intenso do fundo e o dourado que domina a decoração envolvente.
A abóbada foi encomendada pelo Papa Júlio II, cujo pontificado estendeu-se entre os anos de 1503 e 1513, em 1508.
O seu programa iconográfico alude à função que a sala tinha na época de Júlio II, quando era o tribunal máximo da Santa Sé, a Segnatura Gratiae et Iustitiae, que era presidida pelo Sumo Pontífice.
Rafael, como aludido acima, depois que assumiu o encargo de decorar este ambiente do Palácio Apostólico, possivelmente preservou a obra de Perugino - embora não tenha sido de agrado ao Papa, e talvez, ao próprio Rafael - em respeito ao seu antigo mestre que o influenciou desde a adolescência.

## Esquema
O esquema da sala é o seguinte:
| Lado  | Imagem | Abóbada                                                 | Imagem | Luneta                   |
| ----- | ------ | ------------------------------------------------------- | ------ | ------------------------ |
| Sul   |        | Cristo entre a Misericórdia e a Justiça                 |        | O Fogo no Borgo          |
| Este  |        | Deus Pai entronizado entre anjos e querubins            |        | Batalha Ostia            |
| Norte |        | Cristo como Sol Iustitiae e Cristo tentado pelo Demônio |        | O Juramento de Leão III  |
| Oeste |        | Santíssima Trindade entre os Apóstolos                  |        | Coroação de Carlos Magno |

## Afrescos principais

### O Fogo no Borgo

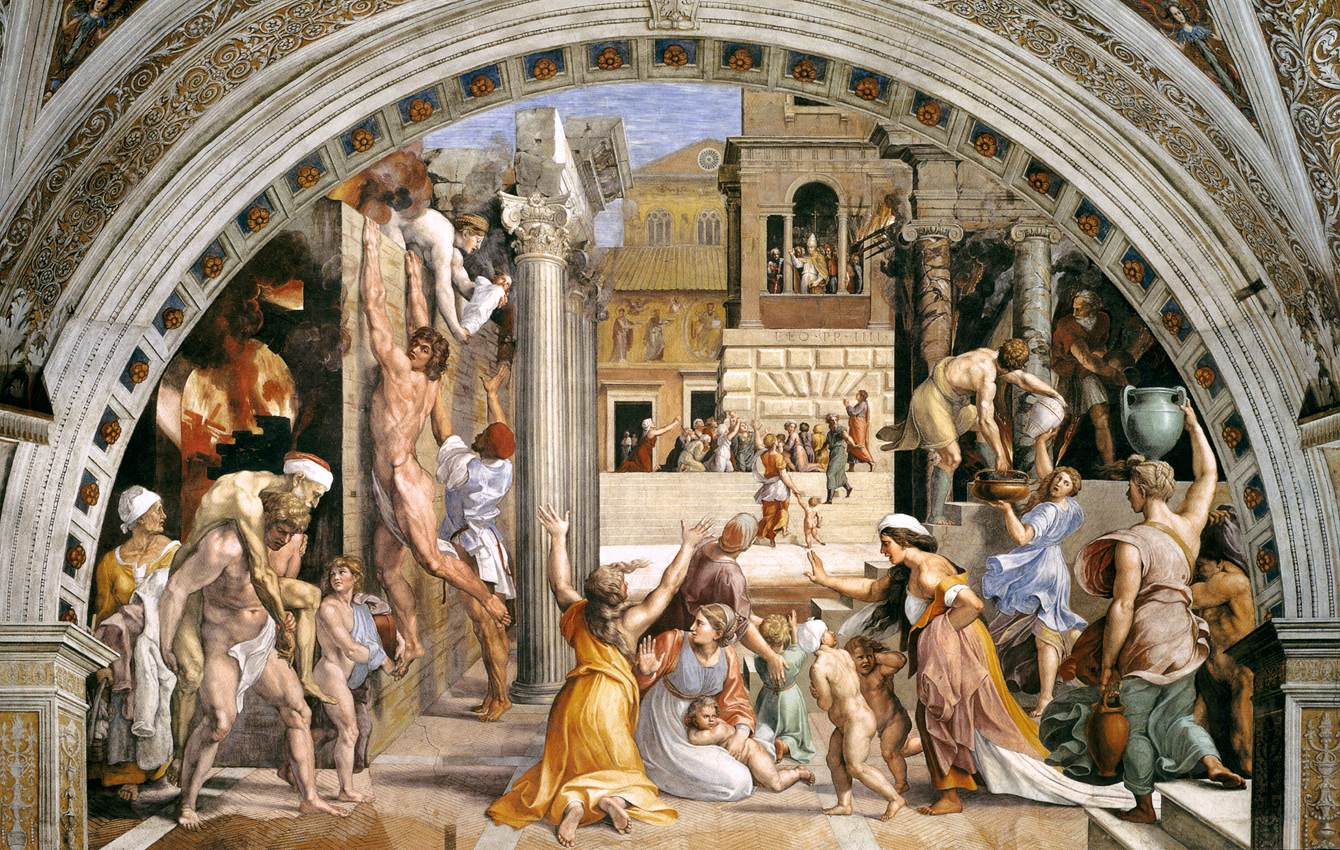
O Fogo no Borgo

A primeira das cenas a serem criadas foi a do Fogo no Borgo, que é também aquela em que a mão de Sanzio está mais presente, antes de se dedicar às tapeçarias e outras encomendas. A cena mostra a extinção milagrosa do incêndio que eclodiu na aldeia graças à intervenção do Papa Leão IV. A cena, ambientada em grupos assimétricos violentos, aludiu ao papel pacificador do pontífice e à sua atividade para extinguir conflitos entre as potências cristãs.
À esquerda também há espaço para a culta citação de Eneias carregando o pai Anquises nos ombros, ao lado do filho pequeno Ascânio e da esposa Creusa: uma alusão aos interesses literários do papa.

### A Batalha de Ostia

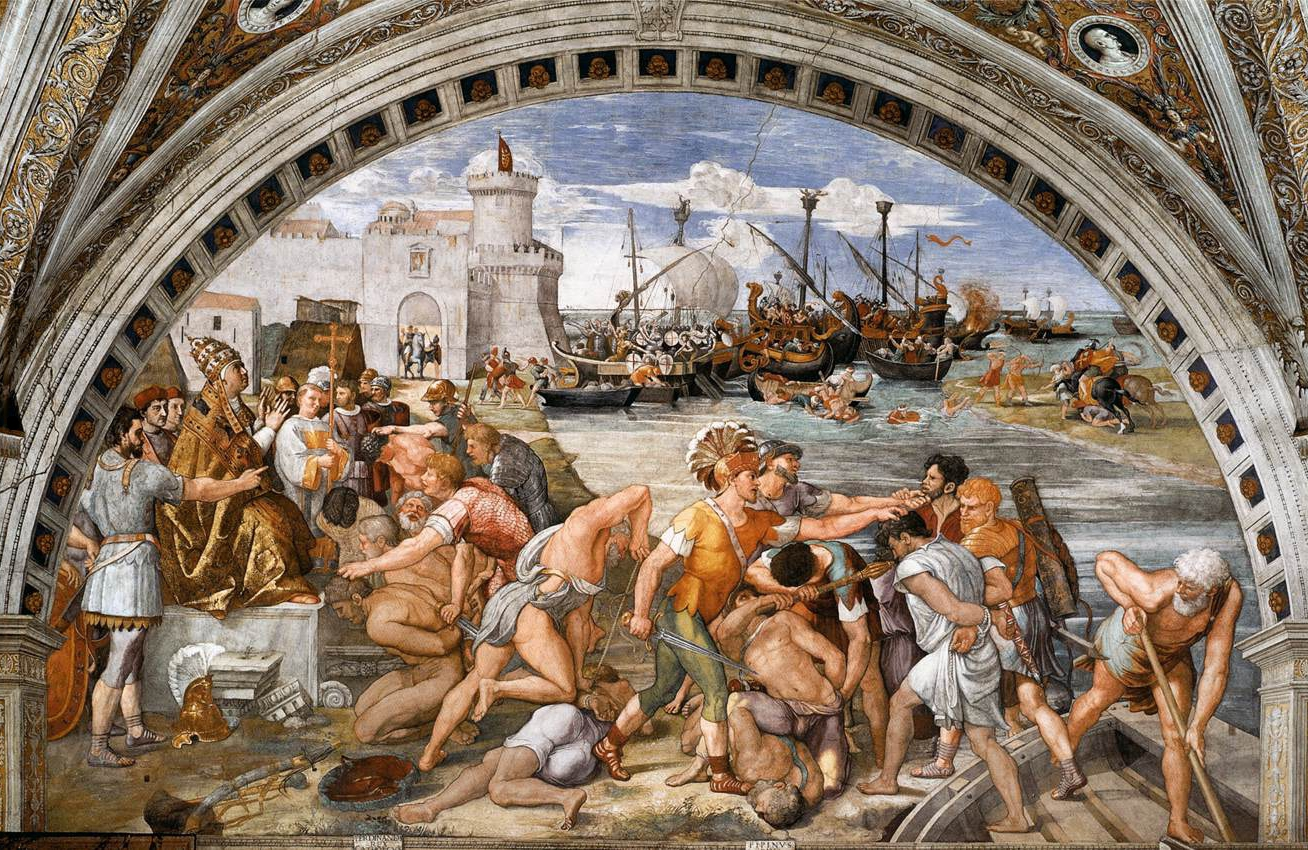
Rafael - Batalha de Ostia

A Batalha de Ostia mostra a vitória das galeras papais contra a frota sarracena, durante um ataque ocorrido no porto de Ostia, em 849. No afresco o papa, à esquerda e em ato de agradecimento, tem as feições do Papa Leão X. À direita, em primeiro plano, vemos alguns prisioneiros muçulmanos sendo desembarcados e trazidos brutalmente diante do pontífice, onde se ajoelham em sinal de submissão, tema derivado da arte romana, chamados de cativos.
Rafael geralmente recebe apenas os retratos do papa e dos cardeais.

### O Juramento de Leão III

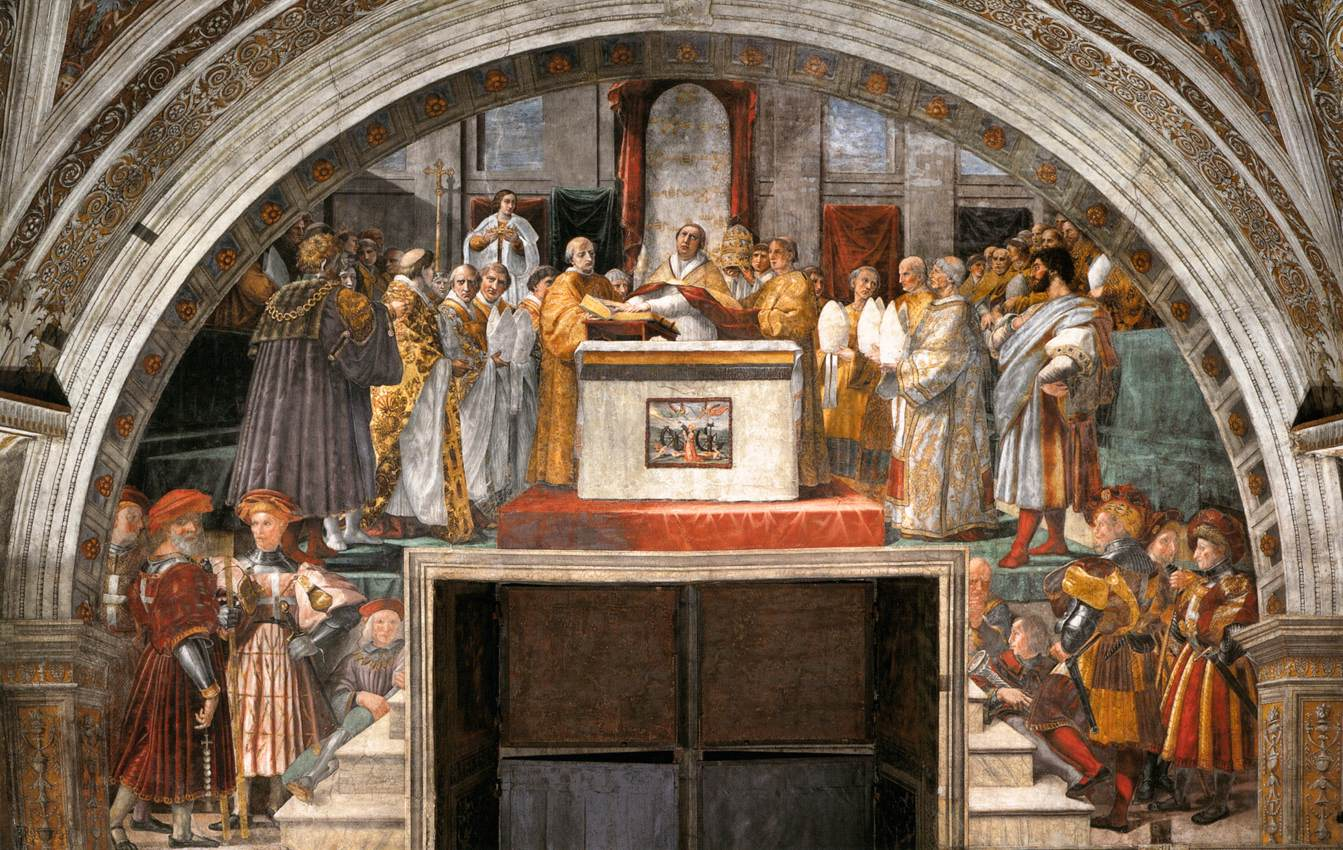
O Juramento de Leão III

O afresco, inteiramente feito pelos estudantes, relembra o juramento, feito na antiga basílica de São Pedro em 23 de dezembro de 800, com o qual o Papa Leão III se purificou "não forçado e julgado por ninguém", das falsas acusações dos sobrinhos do Papa Adriano I, um dia antes da coroação de Carlos Magno. Como nos outros afrescos da sala, o papa tem a aparência do Papa Leão X.
Do alto ressoaram as palavras, reproduzidas no pergaminho abaixo, “Dei non hominum est episcopos iudicare”, ou seja, “Cabe a Deus, e não aos homens, julgar os bispos”. Trata-se de uma evidente alusão à confirmação, dada em 1516 pelo Terceiro Concílio de Latrão, da bula Unam Sanctam do Papa Bonifácio VIII, que sancionou o princípio segundo o qual a responsabilidade do pontífice só pode ser julgada por Deus. A composição é baseada na Missa em Bolsena.

### A Coroação de Carlos Magno

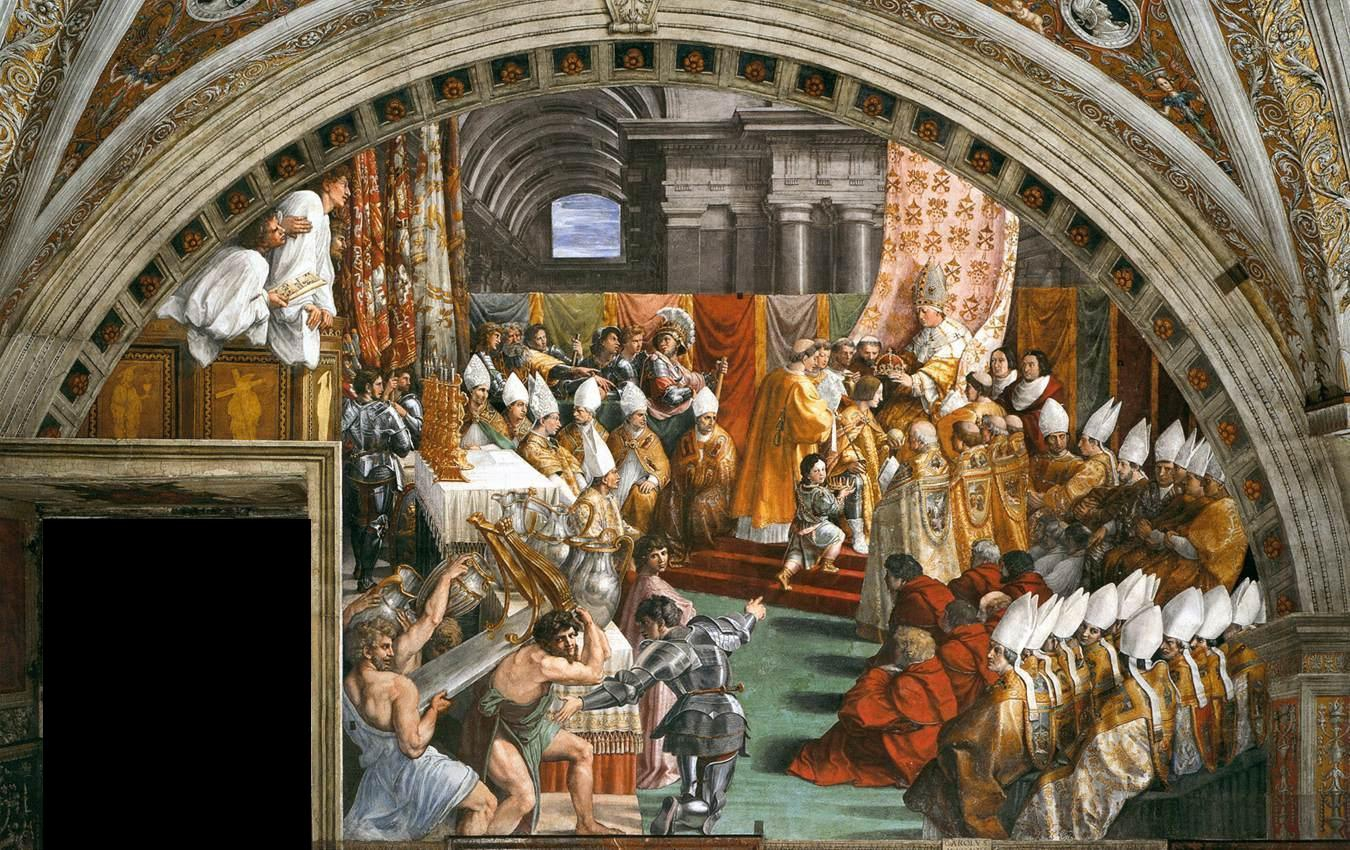
A Coroação de Carlos Magno

O episódio da Coroação de Carlos Magno pelo Papa Leão III, ocorrido historicamente na noite de Natal do ano 800 na Antiga Basílica de São Pedro no Vaticano, provavelmente aludiu à Concordata de Bolonha, entre a Santa Sé e o Reino da França assinada em 1515 em Bolonha. Na verdade, o Papa tem a aparência do Papa Leão X e o rei francês a de Francisco I de França, reinante na época. A intervenção direta do mestre é muito limitada, cabendo a elaboração pictórica quase inteiramente aos alunos.
A cena se passa em uma diagonal, que conduz o olhar do espectador para a profundidade, onde sob o dossel papal (decorado pelas chaves de São Pedro) ocorre a coroação. Dois grupos de cardeais, bispos e soldados cercam esta espécie de plateia, enquanto à esquerda vê-se, em primeiro plano, um grupo de atendentes que empilham grandes vasos de prata e ouro e uma prateleira com pés dourados sobre uma mesa de oferendas, levando o tema romano-imperial das procissões triunfais.

### Outras decorações
O pedestal inferior apresenta figuras monocromáticas amarelas/castanhas, com Carlos Magno, Astolfo, Godofredo de Caldo, Lotário I e Fernando, o Católico, alternando com cariátides em claro-escuro. A realização desta parte é atribuída a Giulio Romano.